# Böglunga sögur
Les Sagas Bagler (vieux norrois Böglunga sögur) sont des sagas royales relatant les événements qui surviennent en Norvège entre 1202 et 1217 elles sont les principales sources primaires de l'histoire norvégienne pendant cette période. Il en existe deux versions, une brève et une longue, qui dans les éditions modernes sont habituellement présentées en une seule saga. Les auteurs des deux versions sont inconnus.
les Sagas des Bagler sont consacrées à la guerre civile en Norvège elles relatent l'histoire des règnes des rois des birkebeiner Haakon Sverresson, Guttorm Sigurdsson et Inge Baardsson, et des prétendants bagler au trône norvégien Erling Steinvegg and Filippus Simonsson,,,,.
Les sagas reprennent l'histoire lorsque la Sverris saga s'achève, à la mort du roi Sverre en 1202. La version la plus courte et la plus ancienne se termine lors du mariage du roi Philippe avec Christine Sverresdatter en 1209. La version postérieure et plus longue continue de relater les faits survenus jusqu'à la mort du roi Inge II en 1217. La plus ancienne version est neutre dans l'exposer des événements, sans prendre clairement parti pour les  birkebeiner ou les bagler. Elle a été vraisemblablement composée peu de temps après l'époque où elle s'achève en 1209. Le seconde version qui à vraisemblablement été composée par un auteur qui a voulu compléter l'ancien texte avec des sources émanant des birkebeiner en poursuivant le récit afin de couvrir la totalité du règne de Inge semble avoir été rédiger lors de la décennie 1220. L'auteur de le version longue est clairement favorable au parti des birkebeiner, et montre des sympathies personnelles envers le roi Inge, notamment lors de ses conflits avec son demi- frère Håkon Galin (Håkon Galen),.

## Source de la traduction
- (en) Cet article est partiellement ou en totalité issu de l’article de Wikipédia en anglais intitulé « Bagler sagas » (voir la liste des auteurs).

## Autres Sources
- (no) Soga om baglarar og birkebeinar translated by Gunnar Pederse (Oslo: Samlaget, 1979)
- (is) Böglunga saga (styttri gerð) translated by Einarr Michaelsson (Reykjavík: Skemman, 2015)